# كوستاس إليفثيريكس
كوستاس إليفثيريكس (باليونانية: Κώστας Ελευθεράκης) مواليد 18 يوليو 1950 في اليونان، هو لاعب كرة قدم يوناني سابق كان يلعب كلاعب وسط. لعب خلال مسيرته 331 مباراة سجل خلالها 88 هدفاً.

## المسيرة الاحترافية

### أندية لعب لها
- باناثينايكوس
- أيك أثينا

## روابط خارجية
- كوستاس إليفثيريكس على موقع الاتحاد الأوربي (الإنجليزية)
- كوستاس إليفثيريكس على موقع الاتحاد الأوربي (الإنجليزية)
- كوستاس إليفثيريكس على موقع قاعدة بيانات كرة القدم.إي يو (الإنجليزية)
- كوستاس إليفثيريكس على موقع ناشيونال فوتبول تيمز (الإنجليزية)
- كوستاس إليفثيريكس على موقع عالم كرة القدم.نت (الإنجليزية)